# John Powers
John Powers is een Amerikaans oriëntalist en boeddholoog. Hij is hoogleraar aan de Australian National University in Canberra, Australië.

## Studie
John Powers behaalde zijn bachelorgraad in 1979 in filosofie en godsdienstwetenschap aan het Holy Cross College in Worcester, Massachusetts, en zijn master in Indiase filosofie in 1984 aan de McMaster University in Hamilton, Ontario.
In 1991 behaalde hij zijn Ph.D in godsdienstgeschiedenis aan de Virginia State University in Petersburg, VA.

## Loopbaan
John Powers is sinds 1995 verbonden aan de Australian National University, waar hij sinds 2008 de leerstoel voor Aziëstudies bekleedt. Powers schreef verschillende werken op het gebied van het boeddhisme en in het bijzonder het Tibetaans boeddhisme.
Tot zijn belangrijke werken buiten de boeddhologie wordt History as propaganda gerekend, waarin hij de behandeling van de geschiedenis van Tibet door verschillende tibetologen vergelijkt. Tot schrijvers die vooral onkritisch staan tegenover de rol van de Volksrepubliek China in de Tibetaanse Autonome Regio rekent hij Israel Epstein, Tom Grunfeld en Melvyn Goldstein. Tibetologen die er daarentegen meer toe neigen de positie van de Tibetaanse ballingen te verdedigen zijn volgens hem onder anderen Robert Thurman, Warren Smith en Hugh Richardson.